# 向陽台水口専門学校
向陽台水口専門学校（こうようだいみなくちせんもんがっこう）は、滋賀県甲賀市水口町にある私立専修学校。
学校教育法55条に基づく技能連携制度により、3年間で向陽台水口専門学校（専修学校高等課程）と向陽台高等学校普通科（高等学校）を同時入学・同時卒業できる。

## 沿革
- 1943年 - 滋賀県甲賀郡水口町米屋町に洋裁研究所を開設[4]。
- 1945年 - 終戦後、洋裁研究所を再開。進駐軍の視察度々あり。
- 1946年 - 甲南町と土山町に洋裁研究所を開設。
- 1948年 - 甲南教室、土山教室を統合し、水口洋裁女学院と改称。滋賀県知事認可の各種学校となる。同窓会を結成。
- 1952年 - 水口女子専門学校と改称。
- 1954年 - 父母の会発足。
- 1956年 - 現在地に移転。
- 1969年 - 向陽台高等学校と技能連携を結び、4年間で高等学校被服科を卒業可能となる。
- 1976年 - 学校教育法に専修学校の規定を加える法律が施行され、専修学校に移行し、「専門課程」「高等課程」が認可される。
- 1979年 - 労働大臣指定校となる。
- 1988年 - 高等課程（3年修了）大学入学資格付与校に指定される。
- 1990年 - 学校法人を取得する(長良学園)。向陽台高等学校の卒業年数が4年から3年に短縮される。
- 2020年 - 共学化し向陽台水口専門学校と改称[5]。

## 教育

### 教育目標
生徒自身が持っている特性や付加価値をプラス評価することによって自信をもたせ、幸せに生きて行ける精神力と教養を伸ばすこと。

### 課程・学科
2020年度から。

#### 服飾・家政高等課程
- 被服科（向陽台高等学校普通科連携）[7][8]

#### 服飾・家政専門課程
- 服飾研究科、服飾デザイン科、生活科、幼児科（短大専卒以上）[8]

### 取得可能な資格

#### 服飾・家政高等課程
- 専門課程高等課程[9]
- 高等学校（普通科）卒業

#### 服飾・家政専門課程
- 専門学校卒業
- 専門学校准教員認定（家政幼児科）

## 施設

### アクセス
- 近江鉄道水口駅より徒歩1分。